# Calabozo
Calabozo é uma cidade da Venezuela localizada no estado de Guárico. Calabozo é a capital do município de Francisco de Miranda.